# Collegio di North Northumberland
North Northumberland è un collegio elettorale situato nel Northumberland, nel Nord Est dell'Inghilterra, e rappresentato alla Camera dei comuni del Parlamento del Regno Unito. Elegge un membro del parlamento con il sistema first-past-the-post, ossia maggioritario a turno unico; l'attuale parlamentare è David Smith del Partito Laburista, che rappresenta il collegio dal 2024.

## Estensione
- 1832-1885: i ward di Bamborough, Coquetdale, Glendale and Morpeth e Berwick Bounds.[1][2]
- dal 2024: le divisioni elettorali della contea del Northumberland di Alnwick, Amble, Amble West with Warkworth, Bamburgh, Berwick East, Berwick North, Berwick West with Ord, Druridge Bay, Longhoughton, Lynemouth, Morpeth Kirkhill, Morpeth North, Morpeth Stobhill, Norham and Islandshires, Pegswood, Rothbury, Shilbottle e Wooler.[3]

## Membri del parlamento
| Elezione | Primo deputato                          | Primo deputato                            | Primo partito    | Secondo deputato | Secondo deputato | Secondo partito  |
| -------- | --------------------------------------- | ----------------------------------------- | ---------------- | ---------------- | ---------------- | ---------------- |
| 1832     |                                         | Henry Grey, III conte Grey                | Whigs            |                  | Lord Ossulston   | Conservatore     |
| 1841     |                                         | Addison Cresswell                         | Conservatore     |                  | Lord Ossulston   | Conservatore     |
| 1847     |                                         | Sir George Grey                           | Whigs            |                  | Lord Ossulston   | Conservatore     |
| 1852     |                                         | Algernon Percy, VI duca di Northumberland | Conservatore     |                  | Lord Ossulston   | Conservatore     |
| 1859     | Sir Matthew White Ridley                | Algernon Percy, VI duca di Northumberland | Conservatore     |                  |                  | Conservatore     |
| 1865     | Sir Matthew White Ridley                | Lord Henry Percy                          | Conservatore     |                  |                  | Conservatore     |
| 1868     | Henry Percy, VII duca di Northumberland | Matthew Ridley, I visconte Ridley         | Conservatore     |                  |                  | Conservatore     |
| 1885     | Collegio abolito                        | Collegio abolito                          | Collegio abolito | Collegio abolito | Collegio abolito | Collegio abolito |

| Elezione | Elezione | Deputato    | Partito   |
| -------- | -------- | ----------- | --------- |
|          | 2024     | David Smith | Laburista |

## Elezioni

### Elezioni negli anni 2020
| Partito                    | Partito                                      | Candidato                  | Risultati 4 luglio 2024 | Risultati 4 luglio 2024 |
| Partito                    | Partito                                      | Candidato                  | Voti                    | %                       |
| -------------------------- | -------------------------------------------- | -------------------------- | ----------------------- | ----------------------- |
|                            | Laburista                                    | David Smith                | 17 855                  | 36,56                   |
|                            | Conservatore                                 | Anne-Marie Trevelyan       | 12 788                  | 26,18                   |
|                            | Reform UK                                    | Katherine Hales            | 7 688                   | 15,74                   |
|                            | Lib Dem                                      | Natalie Younes             | 5 169                   | 10,58                   |
|                            | Indipendente                                 | Georgina Hill              | 3 220                   | 6,59                    |
|                            | Verdi                                        | Jan Rosen                  | 1 743                   | 3,57                    |
|                            | Indipendente                                 | Michael Joyce              | 288                     | 0,59                    |
|                            | Social Democratico                           | Andrew Martin              | 92                      | 0,19                    |
|                            |                                              |                            |                         |                         |
| Iscritti                   | Iscritti                                     | Iscritti                   | 74 132                  | 100,00                  |
| ↳ Votanti (% su iscritti)  | ↳ Votanti (% su iscritti)                    | ↳ Votanti (% su iscritti)  | 48 843                  | 65,89                   |
| ↳ Astenuti (% su iscritti) | ↳ Astenuti (% su iscritti)                   | ↳ Astenuti (% su iscritti) | 25 289                  | 34,11                   |
|                            |                                              |                            |                         |                         |
|                            | Esito: collegio a Laburista (nuovo collegio) |                            |                         |                         |